# Theodor Stolojan
Theodor Dumitru Stolojan (n. 24 octombrie 1943, Târgoviște, Dâmbovița, România) este un economist și politician român. Între 16 octombrie 1991 și 18 noiembrie 1992, acesta a deținut funcția de cel de-al 54-lea prim-ministru al României din partea Frontul Salvării Naționale (FSN). În anul 2008, fostul președinte Traian Băsescu l-a desemnat pentru un nou mandat de premier, dar la 15 decembrie 2008 a renunțat la candidatura pentru funcția respectivă. De-a lungul mandatului său relativ scurt de prim-ministru de la începutul anilor 1990, Theodor Stolojan a fost controversat pentru naționalizarea valutei întreprinderilor și societăților comerciale precum și pentru recapitalizarea băncilor.
A fost invitat ulterior de către Valeriu Stoica la începutul anilor 2000 în Partidul Național Liberal (PNL), invitație pe care a acceptat-o. Cu toate acestea, primirea acestuia și ulteriorul său statut de președinte al Partidului Național Liberal (PNL) dintre 2002 și 2004 au fost controversate, în același timp fiind întâmpinate cu o anumită opoziție chiar din interiorul partidului (spre exemplu din partea lui Crin Antonescu). De asemenea, statutul de candidat al Partidului Național Liberal (PNL) la alegerile prezidențiale din 2000 nu a fost acceptat de Dan Amedeo Lăzărescu, membru re-fondator al Partidului Național Liberal (PNL) în 1990, precum și de Sorin Bottez respectiv Decebal Traian Remeș. A fost ulterior exclus din Partidului Național Liberal (PNL) împreună cu Valeriu Stoica, formând o aripă scindată din partid care s-a numit Partidul Liberal Democrat (PLD) care s-a unit mai târziu cu Partidul Democrat (PD), rezultând astfel Partidul Democrat Liberal (PDL). În 2014, Partidul Democrat Liberal (PDL) a fuzionat prin absorbție cu Partidul Național Liberal (PNL), Theodor Stolojan revenind astfel în partidul în care a intrat în mod controversat la începutul anilor 2000 la invitația lui Valeriu Stoica, fost lider PNL în trecut de asemenea.

## Studii
A urmat cursurile Academiei de Studii Economice (ASE) din București între 1961 și 1966. Obține în 1980 titlul de doctor cu lucrarea „Contribuții la elaborarea metodologiei prognozei financiare macroeconomice în condițiile economiei românești” sub coordonarea științifică a profesorului de finanțe Vasile Modoran.

## Carieră

### Înainte de mandatul de premier
Imediat după absolvirea facultății se angajează ca economist stagiar la întreprinderea Frigotehnica București, apoi ocupă funcția de economist în cadrul Ministerului Industriei Alimentare și Agriculturii. Începând din 1972, acesta ocupă mai multe funcții în cadrul Ministerului de Finanțe:
- 1972–1977 – Economist în Departamentul Bugetului Statului;
- 1978–1982 – Șeful diviziei Contabilitatea Bugetului Statului;
- 1988–1989 – Director Adjunct și Director al Departamentului Relații Valutare și Financiare Internaționale; Inspector General în Departamentul Venituri de Stat și Consultant în Ministerul de Finanțe.

După Revoluția română din 1989 a lucrat în continuare în cadrul Ministerului Finanțelor, ocupând funcția de ministru adjunct al Ministerului Finanțelor până în aprilie 1990, apoi pe cea de ministru al finanțelor, în perioada iunie 1990–aprilie 1991 (în cabinetul Petre Roman II). În mai 1991, devine președintele Agenției Naționale de Privatizare, lucrând la elaborarea primului proiect al Legii privatizării și la înființarea Fondului Proprietății de Stat (FPS).

### Prim ministru al României
După mineriada din septembrie 1991, care a condus la căderea guvernului Petre Roman, Stolojan este învestit în funcția de prim-ministru. Economia românească trecea printr-un moment dificil, toate cele trei bănci de stat fiind aproape de faliment în acel moment, fapt pentru care Stolojan a trebuit să ia decizia de recapitalizare a băncilor. O altă decizie importantă din perioada în care a fost prim-ministru (octombrie 1991 - noiembrie 1992) a fost liberalizarea prețurilor, dar fără liberalizarea cursului de schimb, ceea ce a determinat confiscarea valutei întreprinderilor, a societăților comerciale și a populației obligați s-o schimbe în lei la un curs fixat arbitrar. În timpul guvernării sale, România s-a confruntat cu un val de proteste sindicale, în timp ce inflația a continuat să crească vertiginos. Instabilitatea economică și financiară a determinat o întârziere a apariției investițiilor străine în România în raport cu alte țări din fostul bloc comunist. Cu toate acestea, mandatul său s-a bucurat de popularitate în rândul cetățenilor.

### După 1992
Ulterior, a lucrat pentru Banca Mondială și pentru Grupul Tofan.

### Activitatea politică
În 1996 a susținut candidatura la președinție a candidatului PDSR Ion Iliescu. 
În 2000 a reintrat în politică, candidând pentru președinție din partea Partidului Național Liberal, obținând 11,78% din voturi, a treia poziție după Ion Iliescu și Corneliu Vadim Tudor.
La Congresul Extraordinar al PNL din august 2002, a fost ales președintele Partidului Național Liberal.
În 2003 partidul său s-a aliat cu Partidul Democrat, condus de Traian Băsescu, primarul Bucureștiului, formând Alianța D.A. - Dreptate și Adevăr. În februarie 2004, și-a anunțat candidatura la președinție din partea alianței.
Cursa prezidențială ia însă o cotitură neașteptată pe 2 octombrie 2004 când Stolojan își anunță retragerea din fruntea PNL și, de asemenea, din cursa prezidențială, invocând probleme grave de sănătate. Locul său este preluat de Traian Băsescu, cel care vădit emoționat începe să plângă în momentul în care Stolojan a făcut anunțul retragerii.
După alegerile din 2004 devine consilier pe probleme economice al președintelui Traian Băsescu. În cadrul PNL adoptă o poziție critică față președintele Călin Popescu Tăriceanu și de restul conducerii partidului, criză care se acutizează în vara anului 2006 și culminează cu excluderea sa în 10 octombrie 2006, printr-o decizie a organizației PNL București sector 2. Conducerea partidului a anunțat că
motivul excluderii este că Theodor Stolojan nu a respectat și nu a susținut deciziile luate de conducerea PNL. Pe de altă parte, Stolojan a susținut că excluderea sa s-ar datora presiunilor impuse de președintele PNL Călin Popescu Tăriceanu, care urmărește să își elimine adversarii politici.
Din afara PNL, Stolojan lansează, în octombrie 2006, Platforma liberală, împreună cu alți liberali excluși din partid sau nemulțumiți de conducere: Valeriu Stoica, Radu F. Alexandru, Mona Muscă, Cristian Boureanu și Raluca Turcan, la care ulterior se alătură și alte personalități importante, precum ministrul Agriculturii Gheorghe Flutur sau senatorul Mircea Cinteză.
În decembrie 2006 liberalii platformiști anunță constituirea Partidului Liberal Democrat (PLD), iar Stolojan devine președintele noii formațiuni politice.
La 1 martie 2007 partidul a fost înregistrat oficial.
Sloganul PLD era Progres, Libertate, Demnitate.
La alegerile europarlamentare din 25 noiembrie 2007 a candidat pe prima poziție a listelor Partidului Liberal Democrat și a fost ales deputat în Parlamentul European.
La începutul lunii decembrie 2007 s-a decis fuziunea între Partidul Democrat (PD) și PLD. Denumirea noii formațiuni politice este Partidul Democrat Liberal (PD-L) iar Theodor Stolojan deține funcția de prim-vicepreședinte.
În perspectiva alegerilor generale din 30 noiembrie 2008, pe 12 septembrie 2008, Colegiul Director al PD-L l-a propus, în unanimitate, drept candidat al partidului la funcția de prim-ministru. Partidul Democrat-Liberal nu a câștigat decât aproximativ 35% din mandate, dar, în urma negocierilor între partide și a consultărilor cu Președintele, la 10 decembrie 2008, a fost desemnat de Președintele Traian Băsescu drept candidat pentru funcția de prim-ministru, urmând să se prezinte în fața noului Parlament pentru a cere votul de încredere până pe 22 decembrie. La 15 decembrie 2008, însă, a renunțat la candidatura pentru funcția de prim-ministru.